# 高橋裕紀
高橋 裕紀（たかはし ゆうき、1984年7月12日 - ）は、埼玉県北葛飾郡吉川町（現：吉川市）出身の元モーターサイクル・ロードレーサー。2004年の全日本ロードレース選手権GP250クラスチャンピオン。2005年 - 2013年までロードレース世界選手権参戦。2014年より再び全日本ロードレース選手権に参戦。弟の高橋江紀もロードレーサーである。

## 経歴

### キャリア初期 - 全日本時代
3歳の誕生日に祖父にポケバイをプレゼントされるが、エンジン音を怖がり乗ることはなかった。7歳でポケバイに乗り始め、8歳でポケバイレースデビュー。1996年には全日本ポケットバイク選手権最優秀選手賞を受賞、ミニバイクレースへ転向する。またこの年に桶川塾へ入った。
2000年に全日本ロードレース選手権GP125クラスにデビュー、第9戦SUGOで初優勝を果たした。翌2001年は8戦中4勝を挙げ、仲城英幸に次ぐランキング2位となった。またこの年のロードレース世界選手権第13戦パシフィックGP（もてぎ）125ccクラスのレースにワイルドカード枠で参戦し、グランプリデビューを果たした。
2002年よりアイ・ファクトリーを母体とするダイドーMIUレーシングに移籍しGP250クラスにステップアップ。第8戦英田でクラス初優勝を遂げ、年間ランキング7位でルーキー・オブ・ザ・イヤーを獲得した。またこの年のパシフィックGPにはHRCから250ccクラスにワイルドカード参戦し、3位表彰台に立つ活躍を見せた。このときの高橋の年齢は18歳と86日であり、日本人ライダーとして史上最年少の表彰台獲得記録となっている。
翌2003年もGP250に継続参戦、第4戦鈴鹿で1勝を挙げ、年間ランキングでは5位に成績を伸ばした。世界選手権には春の日本GP（鈴鹿）と秋のパシフィックGPの2戦に出場し、鈴鹿では自身2度目となる3位表彰台に立った。
そしてGP250クラス3年目となった2004年には6戦中4勝を挙げ、青山周平を抑えて初のチャンピオンに輝いた。

### ロードレース世界選手権250ccクラス (2005 - 2008)

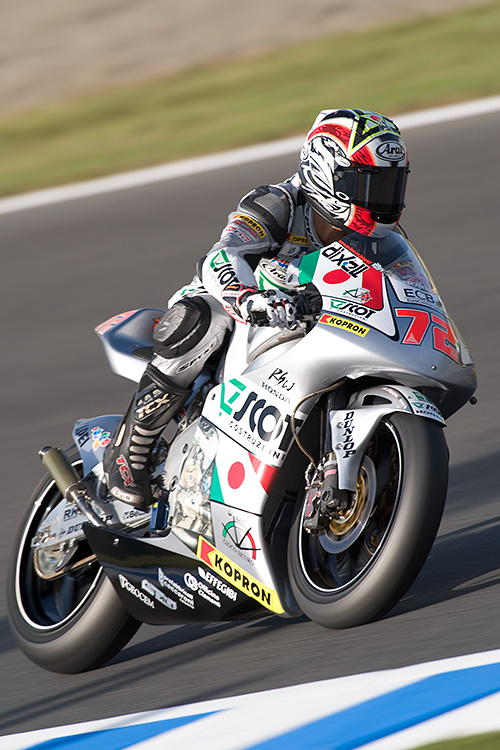
2008年 日本GP

前年のチャンプ獲得により、高橋はホンダが若手選手育成のために創設した「ホンダレーシングスカラシップ」の第2期生に選ばれ、2005年よりロードレース世界選手権250ccクラスにフル参戦できることとなった。スカラシップの受け皿となったチーム・スコットよりRS250RWを駆りデビューを果たした初年度のベストリザルトは第12戦日本GPでの4位、年間ランキングでは11位となった。
2006年も同チームに残留、第5戦フランスGPでグランプリ初優勝を遂げた。その後第10戦ドイツGPにも勝利し、2勝を挙げて年間ランキング6位に成績を伸ばした。しかしこの年の7月には鈴鹿8耐に向けての練習走行中の転倒で左腕を骨折し1戦を欠場、最終戦バレンシアGPではフリー走行での転倒で大腿骨骨折の重傷を負う等、怪我に泣かされたシーズンでもあった。
2年のスカラシップ期間を終え、フル参戦3年目を迎えた2007年シーズンもチームに残留した。大腿骨骨折の後遺症でリアブレーキのコントロールに苦しみ、第4戦中国GPではマシントラブルから転倒を喫して前年傷めた左腕を再び骨折してしまう等、前年から続いて怪我との戦いとなってしまった。結局この年は一度も表彰台に立つこともなく、ランキングは11位に終わった。
チーム在籍4年目となった2008年シーズン、高橋は勝利こそ挙げられなかったものの、開催された16戦中15戦をポイント圏内で完走、3戦で表彰台に立ち、クラス自己ベストとなる年間ランキング5位を記録した。

### MotoGPクラス (2009)
2008年よりチーム・スコットは最高峰MotoGPクラスにアンドレア・ドヴィツィオーゾをライダーに参戦を開始しており、2009年にはホンダワークスに抜擢されたドヴィツィオーゾの後任として高橋がMotoGPクラスデビューを果たすことになった。当初は高橋だけの1台体制だったが、第6戦カタルニアGPよりガボール・タルマクシが加入し2台体制となった。そして第8戦アメリカGPを前に、チームは資金難を主な理由に、高橋との契約を打ち切ることを発表した。これにより、1992年の新垣敏之以降続いていた日本人ライダーの最高峰クラスへのレギュラー参戦が途絶えることになってしまった。

### Moto2クラス (2010 - 2013)

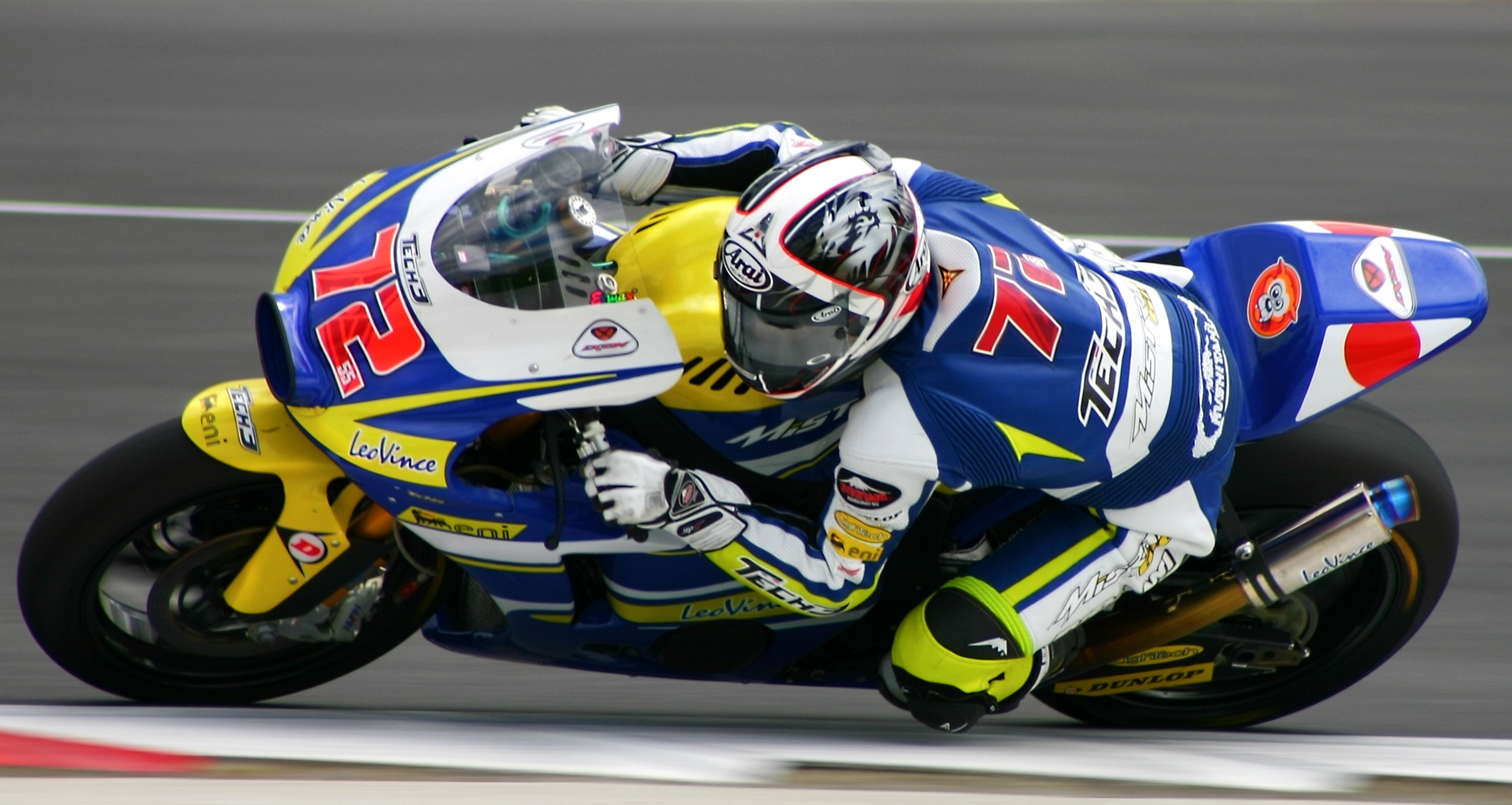
2010年 イギリスGP

2010年シーズンは250ccクラス後継のMoto2クラスへ、フランスのテック3チームから参戦した。第7戦カタルニアGPではアンドレア・イアンノーネのペナルティに助けられた形ではあったものの、2006年以来となるグランプリ3勝目を挙げた。しかしシーズンを通して見ると旋回性に問題を抱えたマシンに苦しんで下位に沈んだり転倒を喫したレースも多く、年間ランキングは12位に留まった。
2011年は前年にチャンピオンのトニ・エリアスを輩出したグレシーニ・レーシングに移籍、モリワキのシャシーを駆ってクラス2年目のシーズンを迎える。なおこの移籍に関しては、選択肢としてグレシーニだけではなく、moto2での最多シェアシャーシとなるスーターのメインチームであるマークVDSレーシングからもオファーされていたが、マークVDSではスコット・レディングに次ぐセカンドライダー待遇になるのに対して、グレシーニはファーストライダー待遇である点に加え、日本パッケージで戦えるという点からグレシーニへの移籍を決めたという。第3戦ポルトガルでは直前に弟の高橋江紀を交通事故で亡くし、辛い精神状態の中3位に入りこの年の初表彰台に上がると共に、江紀に表彰台を捧げた。翌第4戦フランスでも2位に入り連続表彰台となったが、転倒によるリタイヤも多く、またサスペンションの変更等によりマシンとのマッチングにも苦戦し、年間ランキングは11位に終わった。
2012年はグレシーニ･レーシングを離れ、フォワード･レーシングへと移籍し、スーターシャーシのマシンを駆る。第7戦よりスーターからFTRへとシャーシ変更を行っている。年間を通してセットアップに苦しみ、ようやく最終戦バレンシアGPにてポイントを獲得、年間ランキング30位となる。
2013年は岡田忠之を率いるイデミツ・ホンダ・チーム・アジアよりエントリーする。ライダー・チーム・シャーシ（モリワキMD600）・サスペンション（ショーワ）・ブレーキ (NISSIN) ・タイトルスポンサー（出光興産）など純国産パッケージでの参戦。第12戦イギリスまで参戦したがポイントを獲得することはできず、13戦以降はアズラン・シャー・カマルザマンが参戦することになった。

### 再び全日本へ (2014 - 2023)
2014年は10年ぶりに全日本ロードレース選手権に同じく同年より参戦を再開したモリワキレーシングよりJ-GP2クラスに参戦。全6戦中4勝し、シリーズチャンピオンを獲得した。
2015年は引き続き全日本ロードレース選手権にモリワキレーシングよりJ-GP2クラスに参戦した。全レースでポールポジションを獲得し、第5戦ツインリンクもてぎを除き全6戦中5勝し、シリーズチャンピオンを獲得した。第5戦は最終ビクトリーコーナーで生形秀之と接触し転倒したが、再スタートしトップでチェッカーを受けた。しかし、レースディレクションより失格また、次戦第8戦（第6戦はJSB1000クラスの未開催、第7戦は中止）で、予選トップ5タイム抹消のペナルティが科された。このペナルティにもかかわらず第8戦でもポールポジションを獲得している。
また、アジアロードレース選手権にMuSASHi Boon Siew Honda RacingからSS600クラスに参戦。 全12レース中8勝し、年間チャンピオンを獲得した。
第15戦ツインリンクで行われたMotogpにもmoto2クラスにMORIWAKIからワイルドカードで参戦。14位でポイントを獲得した。
2016年は全日本ロードレース選手権にモリワキレーシングより参戦することに変更はないもののクラスをJSB1000に変更した。第5戦SUGOの金曜日、クラッシュ。左足かかとを骨折し欠場するなど苦戦が続いた。ランキング14位。
また、引き続きアジアロードレース選手権に参戦。第3戦の日本グランプリで優勝したものの、チーム体制の変更と骨折による欠場の影響もありランキング4位。
2017年は全日本ロードレース選手権にモリワキレーシングよりJSB1000に引き続き参戦。多くのチームがブリヂストンタイヤを使用する中、ピレリタイヤを使用。第8戦岡山国際サーキットで3位表彰台を獲得した。ランキング9位。
鈴鹿8時間耐久ロードレースに清成龍一、ダン・リンフットとともにモリワキレーシングより参戦。清成の転倒の影響もあり27位。この年の参戦条件は全日本ロードレース選手権の第1、２戦、および5月に行われる鈴鹿サンデーロードレースのいずれかの成績であった。ライダー、チームの実績から全日本ロードレース選手権での参戦権の獲得が確実視されていた。しかし、第1、２戦はともに耐久戦で、清成とチームを組んで参戦したものの、清成が両レースで転倒してしまい参戦権を得ることはできなかった。そのため、地方選である鈴鹿サンデーロードレースに参戦することとなり、清成に続き2位でチェッカーを受けることで参戦権を獲得した。
2018年は引き続き全日本ロードレース選手権にモリワキレーシングよりJSB1000に参戦。悪天候となった第3戦オートポリスで、3位表彰台。ウェットコンディションとなった第5戦岡山でのポールポジションを獲得した（決勝は中止となったため、予選の成績によりハーフポイントを獲得）。ランキング5位。
2019年は全日本ロードレース選手権にモリワキレーシングよりJSB1000に第2戦鈴鹿2&4レース、最終戦MFJグランプリの鈴鹿でのレースのみにスポット参戦。ランキング20位。
鈴鹿8時間耐久ロードレースには小山知良、トロイ・ハーフォスとともに参戦し、9位。
レオン・キャミアの代役としてWorldSBKに第6戦、第7戦にスポット参戦。第7戦のレース1では8位入賞するなどし年間ランキング23位。
2020年はモリワキレーシングの全日本ロードレース選手権の参戦中止に伴い、日本郵便HondaDream TPに移籍。参戦クラスもこの年から開始されたST1000クラスに変更した。COVID-19のため、全4戦で行われ、第1戦のスポーツランドSUGO、第3戦のオートポリスの2勝。第5戦では開催前に負った左手のけがのためジャンプスタートするミスもあったが、16位でチェッカーを受け、自力でランキング1位を獲得した。
2021年はF.C.C. TSR Honda FranceよりFIM EWC（世界耐久ロードレース選手権）にイエローライダーでシーズンフル参戦。このシーズンはCOVID-19の影響で予定されていた4レースのうち2レース（鈴鹿8時間耐久ロードレース・オッシャースレーベン8時間耐久ロードレース）がキャンセルされたが予定通り全4戦が開催。
- 第1戦ル・マン24時間耐久 (2021/6/12-13)　10位（しかし失格チームが出たため9位に繰り上げ）[13]
- 第2戦エストリル12時間耐久 (2021/7/17)　優勝[14]
- 第3戦ボルドール24時間耐久 (2021/9/18-19)　リタイア[15]
- 第4戦モスト6時間耐久 (2021/10/9)　リタイア[16]
- 2021年シーズン　5位[17]

の成績であった。
2023年12月31日、自身のSNSで同年をもって現役を引退することを発表。
2024年からHonda・Asia・Dream・Racingのアドバイザーに就任した。

## テレビ出演
- ダイドーMIUレーシング在籍時代に、同社の飲料製品「MIU」のテレビCMに出演した。
- 同じくMIUレーシング在籍時代に、ピタゴラスイッチの「アルゴリズムこうしん」に出演した。

## 主なレース戦績

### 全日本ロードレース選手権[20]
| シーズン | クラス  | チーム                         | バイク                 | 出走 | 優勝 | 表彰台 | PP | ポイント | シリーズ順位 |
| -------- | ------- | ------------------------------ | ---------------------- | ---- | ---- | ------ | -- | -------- | ------------ |
| 2000年   | GP125   | FINAエンデュランス&桶川塾      | エンデュランス・NER125 | 10   | 1    | 2      | 2  | 72       | 8位          |
| 2001年   | GP125   | OSLスポーツクラブ&桶川塾       | エンデュランス・NER125 | 8    | 4    | 5      | 3  | 116      | 2位          |
| 2002年   | GP250   | ダイドーMIUレーシング          | ホンダ・RS250R         | 8    | 1    | 3      | 0  | 84       | 7位          |
| 2003年   | GP250   | ダイドーMIUレーシング          | ホンダ・RS250R         | 5    | 1    | 3      | 0  | 63       | 5位          |
| 2004年   | GP250   | ダイドーMIUレーシング          | ホンダ・RS250R         | 6    | 4    | 5      | 5  | 108      | 1位          |
| 2004年   | JSB1000 | ホンダドリーム・カストロールRT | ホンダ・CBR1000RR      | 1    | 0    | 0      | 0  | 0        | NC           |

- 2014年 - 全日本ロードレース選手権J-GP2シリーズチャンピオン MORIWAKI RACING MORIWAKI・MD600
- 2015年 - 全日本ロードレース選手権J-GP2シリーズチャンピオン MORIWAKI RACING MORIWAKI・MD600
- 2015年 - アジアロードレース選手権スーパースポーツ600ccシリーズチャンピオン MuSASHi Boon Siew Honda Racing ホンダ・CBR600RR

### 鈴鹿8時間耐久ロードレース[21]
| 開催年 | チーム                    | マシン              | パートナー                            | 総合順位 |
| ------ | ------------------------- | ------------------- | ------------------------------------- | -------- |
| 2002年 | Team IWAKI                | ホンダ・VTR1000SP-2 | 辻本聡                                | 30位     |
| 2003年 | 仮面ライダー555ホンダ     | ホンダ・CBR954RR    | 山口辰也                              | 10位     |
| 2008年 | ドリーム・ホンダRT33      | ホンダ・CBR1000RR   | ジョナサン・レイ                      | リタイヤ |
| 2012年 | TOHO Racing with MORIWAKI | ホンダ・CBR1000RR   | 山口辰也 手島雄介                     | 2位      |
| 2013年 | Honda Team Asia           | ホンダ・CBR1000RR   | 玉田誠 アズラン・シャー・カマルザマン | 6位      |
| 2017年 | MORIWAKI MOTUL RACING     | CBR1000RRモリワキ改 | 清成龍一 ダン・リンフット             | 27位     |
| 2018年 | MORIWAKI MOTUL RACING     |                     | 清成龍一 ラタパー・ウィライロー       | 8位      |
| 2019年 | MORIWAKI MOTUL RACING     |                     | 小山知良 トロイ・ハーフォス           | 9位      |

### ロードレース世界選手権
- 凡例
- ボールド体のレースはポールポジション、イタリック体のレースはファステストラップを記録。

| シーズン | クラス | マシン   | 1       | 2       | 3       | 4       | 5       | 6       | 7       | 8       | 9       | 10      | 11      | 12      | 13      | 14      | 15      | 16      | 17      | 順位 | ポイント |
| -------- | ------ | -------- | ------- | ------- | ------- | ------- | ------- | ------- | ------- | ------- | ------- | ------- | ------- | ------- | ------- | ------- | ------- | ------- | ------- | ---- | -------- |
| 2001年   | 125cc  | ホンダ   | JPN     | RSA     | SPA     | FRA     | ITA     | CAT     | NED     | GBR     | GER     | CZE     | POR     | VAL     | PAC Ret | AUS     | MAL     | BRA     |         | NC   | 0        |
| 2002年   | 250cc  | ホンダ   | JPN     | RSA     | SPA     | FRA     | ITA     | CAT     | NED     | GBR     | GER     | CZE     | POR     | BRA     | PAC 3   | MAL     | AUS     | VAL     |         | 21位 | 16       |
| 2003年   | 250cc  | ホンダ   | JPN 3   | RSA     | SPA     | FRA     | ITA     | CAT     | NED     | GBR     | GER     | CZE     | POR     | BRA     | PAC 4   | MAL     | AUS     | VAL     |         | 18位 | 29       |
| 2004年   | 250cc  | ホンダ   | RSA     | SPA     | FRA     | ITA     | CAT     | NED     | BRA     | GER     | GBR     | CZE     | POR     | JPN 5   | QAT     | MAL     | AUS     | VAL     |         | 25位 | 11       |
| 2005年   | 250cc  | ホンダ   | SPA Ret | POR 7   | CHN 10  | FRA 10  | ITA Ret | CAT 7   | NED 15  | GBR Ret | GER 9   | CZE Ret | JPN 4   | MAL 7   | QAT 8   | AUS Ret | TUR Ret | VAL 7   |         | 11位 | 77       |
| 2006年   | 250 cc | ホンダ   | SPA 4   | QAT 9   | TUR 5   | CHN 5   | FRA 1   | ITA 4   | CAT 7   | NED 6   | GBR 7   | GER 1   | CZE     | MAL 4   | AUS Ret | JPN Ret | POR 6   | VAL DNS |         | 6位  | 156      |
| 2007年   | 250cc  | ホンダ   | QAT 7   | SPA 8   | TUR Ret | CHN DNS | FRA     | ITA 11  | CAT Ret | GBR 4   | NED 10  | GER 8   | CZE Ret | SMR 9   | POR Ret | JPN 4   | AUS 10  | MAL 9   | VAL 8   | 11位 | 90       |
| 2008年   | 250cc  | ホンダ   | QAT 5   | SPA 3   | POR 6   | CHN 7   | FRA 4   | ITA Ret | CAT 12  | GBR 9   | NED 8   | GER 9   | CZE 6   | SMR 2   | IND C   | JPN 6   | AUS 7   | MAL 4   | VAL 2   | 5位  | 167      |
| 2009年   | MotoGP | ホンダ   | QAT 15  | JPN Ret | SPA 12  | FRA 13  | ITA Ret | CAT Ret | NED 15  | USA     | GER     | GBR     | CZE     | IND     | SMR     | POR     | AUS     | MAL     | VAL     | 21位 | 9        |
| 2010年   | Moto2  | テック3  | QAT Ret | SPA 4   | FRA Ret | ITA 8   | GBR 18  | NED 10  | CAT 1   | GER Ret | CZE 2   | IND 26  | SMR Ret | ARA 12  | JPN 6   | MAL Ret | AUS 17  | POR 26  | VAL 18  | 12位 | 86       |
| 2011年   | Moto2  | モリワキ | QAT 5   | SPA Ret | POR 3   | FRA 2   | CAT Ret | GBR 7   | NED Ret | ITA 14  | GER Ret | CZE 12  | IND 25  | RSM 7   | ARA 31  | JPN 30  | AUS 10  | MAL Ret | VAL Ret | 11位 | 77       |
| 2012年   | Moto2  | スッター | QAT 19  | SPA 21  | POR Ret | FRA 17  | CAT 21  | GBR 25  |         |         |         |         |         |         |         |         |         |         |         | 30位 | 2        |
| 2012年   | Moto2  | FTR      |         |         |         |         |         |         | NED 20  | GER Ret | ITA 17  | IND 28  | CZE 18  | RSM Ret | ARA 23  | JPN 16  | MAL 16  | AUS 16  | VAL 14  | 30位 | 2        |
| 2013年   | Moto2  | モリワキ | QAT 23  | AME 19  | SPA 23  | FRA 18  | ITA 24  | CAT 20  | NED 26  | GER 19  | IND 22  | CZE 18  | GBR 23  | RSM     | ARA     | MAL     | AUS     | JPN     | VAL     | NC*  | 0*       |

- 2014年    ロードレース世界選手権Moto2第15戦に参戦し26位 モリワキ・レーシング モリワキ・MD600
- 2015年    ロードレース世界選手権Moto2第15戦に参戦し14位 モリワキ・レーシング モリワキ・MD600